# Крапивін Григорій Омелянович
Григорій Омелянович Крапивін (30 вересня 1894, місто Єнакієве, тепер Донецької області — ?) — радянський діяч, голова Проскурівського та Сновського окрвиконкомів. Член ВУЦВК.

## Життєпис
Член РКП(б).
З серпня 1918 року служив у Червоній армії, учасник громадянської війни в Росії.
У березні — серпні 1923 року — голова виконавчого комітету Проскурівської окружної ради Подільської губернії.
У 1924—1925 роках — голова виконавчого комітету Сновської окружної ради Чернігівської губернії.
Потім перебував на відповідальній господарській роботі.
У 1941—1944 роках — у Червоній армії, учасник німецько-радянської війни. Служив на політичній роботі в 56-й та 12-й арміях.
Подальша доля невідома.

## Звання
- батальйонний комісар
- капітан
- майор технічної служби

## Нагороди
- медаль «За перемогу над Німеччиною у Великій Вітчизняній війні 1941—1945 рр.»